# Peč (kurilna naprava)
Peč je katerakoli kurilna naprava, ki oddaja toploto, ki jo proizvedemo s kurjenjem, v okolico.